# 過程理論
過程理論（英語：Process theory）是一種解釋實體如何變化和發展的思想體系。往往與方差理論形成對比，也就是指基於一個或多個自變數解釋因變數方差的思想體系。